# Torino
 Der er for få eller ingen kildehenvisninger i denne artikel, hvilket er et problem. Du kan hjælpe ved at angive troværdige kilder til de påstande, som fremføres i artiklen.

Torino (på piemontesisk (pms), fransk, tysk, engelsk (og tidligere dansk) kendt som Turin) er en stor italiensk industriby i den nordvestlige del af landet. Byen er hovedstad i regionen Piemonte. Torino ligger hovedsagelig på den venstre bred af floden Po. Byen har 841.600(2023)indbyggere, mens Stortorino inden for provinsen Torino har knapt 2,1 mio. indbyggere.
Torino blev i 1861 det genforenede Italiens første hovedstad, og Italien blev genforenet netop i Torino. Byen var desuden i århundreder hjemsted for Savoyen-kongefamilien og i dag er der levn fra tiden i form af bl.a. Kongeslottet og den bagvedliggende kongelige have.
Torino var vært for Vinter-OL 2006.

## Historie

### Den romerske tid
I det 1. århundrede f.Kr. (sandsynligvis omkring år 28 f.Kr.) etablerede Romerriget en militærlejr (Castra Taurinorum) senere dedikeret til Augustus (Augusta Taurinorum). Det typiske romerske gadenetværk kan stadig ses i den moderne by. Torino nåede omkring 5.000 indbyggere på den tid, som alle boede inden for bymurene.

### Middelalderen
Efter Romerrigets fald blev byen erobret af Langobarderne, derefter af frankerne (Karl den store) i 773; i 940'erne blev grevskabet Contea di Torino grundlagt, som indtil 1050 blev regeret af det Arduinske dynasti og efter ægteskabet mellem Adelaide af Susa og Humbert Biancamanos søn Otto af familien af Huset Savoyen.
Ved slutningen af det 13. århundrede, da byen blev annekteret af Grevskabet Savoyen (senere Hertugdømmet Savoyen), havde byen 20.000 indbyggere. Mange af de paladser og haver, der kan ses i Torino i dag, blev bygget i det 15. århundrede, da byen blev genopbygget. Universitetet i Torino blev ligeledes grundlagt i den periode.

### 19. århundrede
I det 19. århundrede begyndte byen efter en kort besættelse af Napoleon aktivt at søge genforeningen af Italien.
I 1861 blev Torino hovedstad i det nyligt proklamerede Forenede Italien. I 1865 blev hovedstaden flyttet til Firenze og 8. juli 1871 endeligt til Rom.) Torino reagerede på dette statustab ved at påbegynde en hurtig industrialisering. I 1871 blev Fréjusjernbanetunnelen åbnet, hvilket gjorde Torino til et vigtigt transportknudepunkt. I 1899 blev Fiat grundlagt og Lancia i 1906. Byen havde nu 250.000 indbyggere. Museet Museo Egizio, Mole Antonelliana, kirken Gran Madre og pladsen Vittorio Veneto blev bygget i denne periode. Verdensudstillingen 1902 blev afholdt i Torino og anses ofte for udgangspunktet for Art Nouveau stilen. Byen var vært for verdensudstillingen igen i 1911. Nu var byen vokset til 430.000 indbyggere.

### 20. århundrede
Efter Første verdenskrig var der en række konflikter mellem arbejdere og arbejdsgivere. Der kom en række strejker, og i 1920 blev Lingottofabrikken besat.
Efter Anden verdenskrig blev Torino hurtigt genopbygget og industrien udviklet. Bl.a. blev de første italienske økonomibiler (Fiat 500 og Fiat 600) bygget. Industrialiseringen medførte en bølge af immigration fra især den sydlige del af Italien. Befolkningen nåede 1 million i 1960 og nåede sit højdepunkt på 1,2 2 million i 1971.
I 1969 kom det i Torino til blodige arbejderoptøjer, som førte til oprettelsen af terrororganisationen De røde brigader.
I 1980'erne ramte den første industrikrise byen, og befolkningen begyndte at falde. Befolkningstallet var i 2008 910.000.

## Klima
| Vejr for Torino                 | Vejr for Torino | Vejr for Torino | Vejr for Torino | Vejr for Torino | Vejr for Torino | Vejr for Torino | Vejr for Torino | Vejr for Torino | Vejr for Torino | Vejr for Torino | Vejr for Torino | Vejr for Torino | Vejr for Torino |
|                                 | Jan             | Feb             | Mar             | Apr             | Maj             | Jun             | Jul             | Aug             | Sep             | Okt             | Nov             | Dec             | År              |
| ------------------------------- | --------------- | --------------- | --------------- | --------------- | --------------- | --------------- | --------------- | --------------- | --------------- | --------------- | --------------- | --------------- | --------------- |
| Gennemsnitlig maks °C           | 5,8             | 8,4             | 12,7            | 16,6            | 20,7            | 24,7            | 27,6            | 26,5            | 23,1            | 17,3            | 10,8            | 6,9             | 16,8            |
| Gennemsnitlig min °C            | −3,3            | −1,1            | 2,1             | 5,6             | 9,9             | 13,8            | 16,3            | 15,7            | 12,6            | 7,2             | 1,8             | −2,3            | 6,5             |
| Gennemsnitlig nedbør mm         | 40              | 53              | 77              | 104             | 120             | 98              | 67              | 80              | 70              | 89              | 76              | 42              | 916             |
| Kilde (20. april 2017): TurVejr |                 |                 |                 |                 |                 |                 |                 |                 |                 |                 |                 |                 |                 |

## Arkitektur
Torino er måske nok en industriby, men samtidig også noget af en arkitektonisk perle. Byen har kilometervis af flotte arkader, som går gennem det meste af centrum. Disse blev bygget af kongen i sin tid, for at han kunne gå tørskoet gennem byen. Arkaderne ses bedst i Via Roma og Via Po, som desuden sammen med Via Garibaldi er byens store indkøbsstrøg.
Arkitektonisk set kan man også nyde et væld af imponerende barokbygninger som Palazzo Madama, Palazzo Carignano og Basilica di Superga. Den berømte barokarkitekt Filippo Juvarra var fra Torino.

## Transport

### Jernbane
Torino ligger på det italienske jernbanenet.
En højhastighedsstrækning for tog blev åbnet i 2005 mellem Torino og Novara. Den reducerer også rejsetiden til Milano og den store lufthavn Milano-Malpensa. I 2009 blev toglinjen forlænget til Milano, hvorved rejsetiden blev reduceret til mellem 1 t. 30 min. og 1 t. 50 min. Der er ligeledes planer om en hurtigere togforbindelse til Lyon, men dette har vist sig at være politisk kontroversielt grundet tvivlsomme fordele, høje omkostninger, og det faktum at transportminister Pietro Lunardis eget selskab, Rocksoil, har store interesser i byggearbejdet.
De vigtigste jernbanestationer i Torino er Porta Nuova, Porta Susa og Lingotto. Hovedbanegården er Porta Nuova, men det vil ændre sig når Porta Susa bliver ombygget.

### Motorveje
Torino betjenes af flere motorveje i det italienske motorvejsnet: A4 fra Milano, A5 fra Aosta, A6 fra Savona, A21 fra Piacenza, A32 fra Frejustunnelen (som kobler Italien til Frankrig). For at benytte de fleste af disse motorveje skal man betale bompenge.

### Offentlig transport
Den offentlige transport i Torino varetages af Torinos Transportgruppe, som er ejet af Torinos bystyre. Virksomheden driver Torinos undergrundsbane, 8 sporvognslinjer, 82 km jernbanelinje, samt et busnetværk.

## Seværdigheder
Selvom Torino ikke tilhører de allermest besøgte rejsemål i Italien, er byen stadig rig på attraktioner. Udover den flotte arkitektur og den flotte beliggenhed ved Po og med udsigt til Alperne råder byen bl.a. over disse attraktioner:
- fodboldklubben Juventus, en af verdens mest populære klubber med hele 14 mio. fans alene i Italien.

- en masse flotte sportsanlæg på grund af Vinter OL. Udover de to stadioner, Juventus Stadium og Stadio Olimpico, er der en stor sportshal Palasport med plads til 8.000 tilskuere og den meget specielle konstruktion Palazzo a Vela (bygget 1961, men moderniseret).

- en række hyggelige små caféer, nogle af dem meget eksklusive og fornemme, som fortrinsvis ligger langs arkaderne og i deres sidegader.

- en række interessante museer. Først og fremmest Museo Egizio, som faktisk er verdens største museum med genstande fra Egypten udenfor Cairo. Men også Det Nationale Italienske Filmmuseum i Mole Antonelliana-bygningen, Bilmuseet og våbensamlingen Armeria Reale.
- en række meget smukke kirker. Her skal især fremhæves: Basilica di Superga (som ligger på toppen af Superga-bjerget, få km nordøst for byen), San Lorenzo-kirken og Gran Madre di Dio.

## Industri
Torino er Italiens næstvigtigste industriby med store virksomheder som Fiat, Lavazza, Kappa og Martini & Rossi.

### Biler
Bilfabrikanten Fiat (FIAT = Fabbrica Italiana Automobili Torino) har siden sin grundlæggelse i 1899 haft sit hovedkontor og sin vigtigste fabrik i Torino. Der har været mange syd-italienere og sicilianere som er rejst til bilfabrikken for at få arbeide og bedre levevilkår. Tog som gik fra syditalien til Torino og andre steder i nord blev kaldt Il treno della speranza (håbets tog) fordi de var fyldte med fattige mennesker som håbede på arbejde og velstand.
Fiats Lingotto-bygning var engang i tiden verdens største bilfabrikk. Den er kendt for sin testbane for biler på taget. I dag er bygningen et kongrescentrum, med koncertsal, kunstgalleri, butikscenter og hotel.
En anden berømt bilfabrik tilknyttet Torino er Lancia, som blev grundlagt i 1906 og blev inkorporeret i Fiat-gruppen i 1969.
Torino har også en flyindustri, bl.a. er nogle vigtige dele til den Internationale Rumstation blevet produceret i Torino.

### Spisechokoladens fødeby
Torino er den faste chokolades fødeby. Tidligere var chokolade generelt en drik. Det var i Torino at franskmanden Doret i begyndelsen af 1700-tallet opfandt en revolutionerende hydraulisk maskine, som kunne omdanne kakaobønner til en pasta, noget som var en forudsætning for de faste plader og former som man har kendt og foretrukket siden 1800-tallet. Det mest kendte chokolademærke, som produceres i Torino, er Gianduiotto (efter Gianduia, en lokal Commedia dell'arte-maske). Den kendte Caffarel-chokolade hører også hjemme i byen, men der er også en række mindre chokoladeproducenter over hele byen.

### Andet
Lavazza (kaffe), Martini & Rossi (vermouth) og Venchi (chokolade) er kendte mærkevarer fra Torino.
- Lavazza (etableret 1895) er den største kaffeproducent i Italien, med omkring 45 % markedsandel i 2004, og sælger til mere end 60 lande.
- Martini (etableret 1847) står blandt andet bag vermouthene Martini Extra Dry og Martini Bianco, og har oprettet datterselskaber over hele verden.
- Venchi (etableret 1878) opnåede umiddelbart popularitet i Italien med sin Nougatine, små stykker slik lavet af knuste og karamelliserede hasselnødder overtrukket med mørk chokolade.

## Sport
Fodbold er den vigtigste sport i Torino og byen har to fodboldklubber, der spiller i den bedste italienske række: Juventus F.C. og Torino FC.
Volleyballholdet C.U.S. Torino vandt den hjemlige liga fire gange og i 1979-1980-sæsonen Mesterholdenes turnering. Det var det første hold fra Vesteuropa, der vandt denne turnering. I 1990'erne blev holdet opløst som følge af finansielle problemer.
FISA (Den internationale roforening) blev grundlagt i Torino i 1892.
Torino var vært for Vinter OL i 2006.

## Okkultisme
Torino regnes for at være et hovedsæde for okkultisme.
Jesu ligklæde hævdes at være bevaret i byens domkirke. Byen dyrkes også af satanister, da satanisterne mener, at Torino sammen med London og San Francisco udgør en trekant for verdens onde, sorte magi. Mange hævder, at Den hellige gral befinder sig netop et eller andet sted i Torino: Chiesa Gran Madre di Dio har været nævnt i denne forbindelse.

## Internationale relationer
Søsterbyer
| - Europæiske - Chambéry, Frankrig - Køln, Tyskland - Esch-sur-Alzette, Luxemburg - Glasgow, Forenede Kongerige - Liège, Belgien - Lille, Frankrig - Rotterdam, holland | - Amerikanske - Campo Grande, Brasilien - Córdoba, Argentina - Detroit, USA - Quetzaltenango, Guatemala - Salt Lake City, USA | - Asiatiske - Gaza, Palestinian National Authority - Haifa, Israel - Nagoya, Japan - Shenyang, Kina |

Samarbejdsaftaler med :
| - Bacău, Rumænien - Barcelona, Spanien - Lyon, Frankrig - Cannes, Frankrig - Gwangju, Sydkorea - Harbin, Kina - Shenzhen, Kina - Vancouver, Canada - Zlín, Tjekkiet - Bogotá, Colombia |

## Ekstern henvisning
- Fotografier fra Torino

- Wikimedia Commons har flere filer relateret til Torino